# Chapel-Zuri
Chapel-Zuri fue un periódico editado en la ciudad española de Bilbao entre agosto de 1894 y diciembre de 1896.

## Descripción
Con el subtítulo de «semanario carlista» o «semanario popular carlista», apareció en agosto de 1894, dirigido por Enrique de Olea. Salía de la imprenta La Propaganda en cuatro páginas de 44 por 32 centímetros, a cuatro columnas. Publicó algunos números extraordinarios con láminas litografiadas al lápiz y otros de doble tamaño. El undécimo número fue denunciado por un artículo del entonces director, Andrés Pérez Cardenal, y secuestrado. El siguiente, el duodécimo, dedicado a la entrada de Carlos de Borbón y Austria-Este en España, llevaba originales expresamente escritos para el periódico por Juan Vázquez de Mella, Benigno Bolaños, Leoncio González de Granda, José María Ampuero Jáuregui, Olea, Cardenal y otros.
En marzo de 1896 publicó lo que Navarro Cabanes describe como «un soberbio extraordinario, dedicado a los Mártires, con las más escogidas firmas». Estaban entre ellas las de Antonio de Valbuena, Enrique de Aguilera y Gamboa, marqués de Cerralbo, Elicio de Bérriz, Manuel Polo y Peyrolón, Ampuero Jáuregui, Allende, Prudencio Iturrino, Juan Nepomuceno de Orbe, marqués de Valdespina, Cobreros, Jenaro de Euderica, Juan María Acebal, Irigunza, Onega, Ormaeche, Leandro Ángel Herrero, José de Suelves y de Montagut, marqués de Tamarit, y Eustaquio de Echave-Sustaeta, que también sería director del semanario. Cesó en su publicación en diciembre de ese año de 1896.